# 快樂鳥樂園
《快樂鳥樂園》（英語：Adventures in Zambezia，或簡稱）是一部2012年南非和美國合製的3D電腦動畫冒險片，由韋恩·索恩利執導（導演處女作），索恩利、安德魯·庫克、拉法埃拉·德爾·多恩和安東尼·西爾弗斯頓編寫劇本，配音陣容包括傑里米·蘇雷斯、艾碧姬·布絲蓮、傑夫·高布倫、伦纳德·尼莫伊和山繆·傑克森。劇情講述一隻游隼決心前往大名鼎鼎的鳥城贊比西亞。電影由南非的扳機魚動畫工作室製作，索尼影視娛樂負責在英語地區發行，這也是扳機魚動畫進軍英語地區的首部電影。
《快樂鳥樂園》2012年12月28日在南非上映，2013年8月6日在美國採DVD首映發行。電影提名安妮獎最佳長片音樂和最佳長片配音，更獲得2012年德班國際影展最佳南非故事片獎、南非影視獎最佳動畫片及第9屆非洲電影學院獎最佳動畫片。

## 配音員
- 傑里米·蘇雷斯聲演凱
- 艾碧姬·布絲蓮聲演柔伊
- 傑夫·高布倫聲演阿賈克斯
- 伦纳德·尼莫伊聲演塞庫魯酋長
- 山繆·傑克森聲演天泰
- 珍妮佛·路易斯聲演高高
- 金·卡明思聲演布佐
- 賈莫·米克松聲演易澤
- 理查·E·格蘭特聲演塞西爾
- 狄普·羅伊聲演穆夏納

## 外部連結
- 官方网站
- 互联网电影数据库（IMDb）上《快樂鳥樂園》的资料（英文）
- 大卡通資料庫上《快樂鳥樂園》的資料（英文）

- 爛番茄上《快樂鳥樂園》的資料（英文）